# شبكة توصيل محتوى

يسار توزيع المحتوى بالطريقة العادية، يمين توزيع المحتوى باستخدام شبكة توصيل المحتوى

شبكة توصيل المحتوى (بالإنجليزية: content delivery network) أو شبكة توزيع المحتوى (بالإنجليزية: content distribution network) يرمز لها اختصاراً CDN وهي مجموعة من الخوادم المتزامنة والموزعة على شبكة الإنترنت في أماكن جغرافية مختلفة، تحتوي على نسخ من بعض محتويات الإنترنت الأكثر انتشاراً، في حال رغبة المستخدم في الوصول لمحتوى على الأنترنت مدعوم بهذه الميزة فإن الشبكة ستقوم بإرساله إلى أقرب خادم لموقعه الجغرافي يحتوى على نسخة من المحتوى المطلوب، الهدف من شبكة توصيل المحتوى هو تسريع عرض المحتوى على الأنترنت، وذلك يتحقق عن طريق تقليل التأخير في عرض صفحات الأنترنت الناتج عن البعد الجغرافي للخادم الذي يحتوي على صفحة الإنترنت المطلوبة.
نسبة كبيرة من مواقع الأنترنت اليوم تستعين بهذه الخدمة لتقديم محتواها، مواقع الأنترنت مثل مواقع عرض الفيديوهات والموسيقى SoundCloud، YouTube ومواقع التواصل الاجتماعي لا تستغني عن التمتع بميزة استخدام شبكة توصيل المحتوى لخدمة زوارها من كافة أنحاء العالم، هذا يفسر سرعة هذه المواقع في عرض الفيديوهات أو الملفات الصوتية مقارنةً بالمواقع التي لا تستخدم هذه الميزة، في حالة رغبة الموقع بالحصول على هذه الميزة فإن مالكي الموقع يجب أن يدفعوا لمزودي خدمة شبكة توصيل المحتوى (CDN Providers) مقابل قيام الشبكة بتوصيل محتواهم إلى فروعها المنتشرة في العالم، في المقابل مزودو الخدمة يدفعون لمزودي الأنترنت المحليين في مناطق مختلفة من العالم (غالبا شركات الاتصالات) مقابل استئجار جزء من سعة خوادم شركات الاتصالات ليقوموا باستخدامها لتخزين محتوى المواقع المشتركة في الخدمة ومن ثم التوصيل السريع لزوار هذه المواقع، حيث أن زائر الموقع ستتم خدمته عن طريق خادم شركة اتصال قريب من موقعه الجغرافي بدلا من خدمته عن طريق خادم الموقع الأساسي.

## التكنولوجيا
عادةً ما يتم نشر مصفات خوادم شبكات توزيع المحتوى (CDN) في مواقع متعددة، وعبر عدة شبكات إنترنت رئيسية. من بين الفوائد الرئيسية لهذا التوزيع تقليل تكاليف عرض النطاق الترددي، وتحسين أوقات تحميل الصفحات، وزيادة توفر المحتوى عالميًا. يختلف عدد العقد والخوادم التي تشكل شبكة CDN بحسب التصميم المعماري، حيث قد تصل بعض الشبكات إلى آلاف العقد وعشرات الآلاف من الخوادم في نقاط تواجد (PoPs) موزعة جغرافيًا، بينما تعتمد شبكات أخرى على عدد أقل من النقاط الموزعة على نطاق عالمي.
يتم توجيه الطلبات للحصول على المحتوى عادة بشكل خوارزمي، بناء على معايير مختلفة. عند تحسين الأداء، يتم اختيار المواقع التي تتيح أسرع وصول إلى المستخدم، إما من خلال تقليل عدد القفزات (hops) في الشبكة، أو تقليل وقت الاستجابة، أو اختيار الخوادم ذات الأداء الأعلى. أما عند تحسين التكاليف، فيتم اختيار المواقع الأقل تكلفة. في كثير من الحالات، تتقاطع هذه الأهداف، حيث تكون الخوادم القريبة من المستخدم (عند أطراف الشبكة) أكثر كفاءة من حيث الأداء والتكلفة. تقدم معظم مزودي خدمات CDN خدماتهم من خلال مجموعة محددة من نقاط التواجد تختلف باختلاف التغطية المطلوبة، سواء كانت محلية (مثل الولايات المتحدة) أو دولية أو عالمية (مثل منطقة آسيا والمحيط الهادئ). تُعرف هذه النقاط بأسماء مثل "الحواف" أو "خوادم الحافة" أو "شبكات الحافة"، نظرًا لكونها الأقرب إلى المستخدم النهائي.

### مفاهيم متعلقة بشبكات CDN:[7]
- خادم المصدر (Origin Server): الخادم الذي يستضيف المحتوى الأصلي.
- نقاط الدخول لشبكة CDN: خوادم داخل شبكة CDN تسترجع المحتوى من خادم المصدر.
- حماية المصدر (Origin Shield): آلية ضمن شبكة CDN تهدف إلى حماية خادم المصدر من ضغط الزيارات العالية.
- الخوادم النهائية (Edge Servers): الخوادم التي تقوم بتقديم المحتوى مباشرة إلى المستخدمين.
- بصمة الشبكة (CDN Footprint): المناطق الجغرافية التي تستطيع خوادم CDN فيها تقديم الخدمة بشكل فعال.
- مُحدد CDN (CDN Selector): خدمة تستخدم لاختيار الشبكة الأفضل في بيئات متعددة الشبكات (Multi-CDN).
- تفريغ CDN (CDN Offloading): طريقة تستخدم في شبكات توصيل المحتوى القائمة على النظير إلى النظير (P2P)، حيث يتم تبادل المحتوى بين المستخدمين بالإضافة إلى توزيعه من الخوادم النهائية.

## الأمن والخصوصية
تحقق شبكات توزيع المحتوى (CDN) أرباحها إما من خلال الرسوم المباشرة التي يدفعها مالكو المحتوى مقابل استخدام الشبكة، أو من خلال جمع بيانات التحليلات والتتبع للمستخدمين، والتي يتم جمعها أثناء تحميل نصوص JavaScript الخاصة بشبكة CDN في متصفح المستخدم عند زيارة مواقع العملاء. ونتيجة لذلك، أثيرت مخاوف بشأن انتهاك الخصوصية، حيث يمكن استخدام هذه البيانات في استهداف سلوكي للمستخدمين، وهو ما دفع إلى تطوير حلول تهدف إلى استعادة تقديم وتخزين الموارد من نفس المصدر (single-origin serving and caching)، لتقليل الاعتماد على أطراف خارجية.
قد يؤدي استخدام شبكة CDN في بعض الحالات إلى انتهاك تشريعات حماية البيانات، مثل اللائحة العامة لحماية البيانات في الاتحاد الأوروبي (GDPR). فعلى سبيل المثال، قضت محكمة ألمانية في عام 2021 بمنع استخدام شبكة CDN على موقع إلكتروني تابع لجامعة، بعد أن تبين أن استخدام الشبكة أدى إلى نقل عنوان بروتوكول الإنترنت (IP) الخاص بالمستخدم إلى مزود CDN خارجي، وهو ما اعتُبر مخالفةً لأحكام اللائحة الأوروبية.
كما تُعد شبكات CDN التي تقدم ملفات JavaScript هدفًا محتملاً لهجمات حقن الشيفرات الخبيثة، إذ يمكن للمهاجمين استغلالها لنشر تعليمات برمجية ضارة على المواقع التي تستخدمها. كرد فعل على هذه المخاطر، تم تطوير آلية تُعرف باسم سلامة الموارد الفرعية (Subresource Integrity - SRI)، والتي تتيح لمطوري المواقع ضمان تحميل ملفات JavaScript غير المعدلة فقط، من خلال التحقق من تطابق تجزئة (Hash) المحتوى المحمّل مع ما تم تحديده مسبقًا من قبل المطور.

## تقنيات شبكات توصيل المحتوى
تم تصميم الإنترنت وفق مبدأ الطرفين، والذي ينص على إبقاء البنية الأساسية للشبكة بسيطة قدر الإمكان، مع نقل الذكاء والوظائف المعقدة إلى أطراف الشبكة، مثل الخوادم والعملاء. وكنتيجة لذلك، يتم تبسيط النواة المركزية للشبكة وتحسينها لتؤدي وظيفة توجيه حزم البيانات فقط. حيث بفضل وجود شبكات توزيع المحتوى حيث يعتبر هذا النموذج هو توظيف مجموعة من التطبيقات الذكية التي تهدف إلى تحسين تسليم المحتوى، وذلك من خلال شبكة تراكبية متكاملة تتضمن تقنيات مثل التخزين المؤقت على الويب، وموازنة الأحمال على الخوادم، وتوجيه الطلبات، وخدمات المحتوى.
يقوم التخزين المؤقت على الويب بتخزين المحتوى الشائع على الخوادم القريبة من المواقع التي تشهد أكبر طلب على هذا المحتوى. وتُساهم هذه الأجهزة المشتركة في تقليل استهلاك النطاق الترددي، وتخفيف الضغط على الخوادم، وتحسين زمن الاستجابة للمستخدمين. ويتم تعبئة ذاكرات التخزين المؤقت إما بناء على طلبات المستخدمين (تخزين مؤقت سحبي)، أو من خلال تحميل مسبق للمحتوى من خوادم التوزيع (تخزين مؤقت دفعي).
أما توزيع الأحمال على الخوادم (Server Load Balancing) فتستخدم تقنيات متعددة سواء برمجية على مستوى الخدمات (موازنة عالمية للأحمال) أو مادية عبر أجهزة الشبكات مثل المفاتيح وتكون مفاتيح متعددة الطبقات من الطبقة الرابعة إلى السابعة (Layer 4–7 switches)، المعروفة أيضا بمفاتيح الويب. وتقوم هذه المفاتيح بتوزيع حركة البيانات الواردة إلى عنوان بروتوكول إنترنت واحد على عدة خوادم فعلية، مما يساعد على تحقيق توزيع متوازن للأحمال، وزيادة السعة الكلية، وتحسين قابلية التوسع، وكذلك توفير مزيد من الاعتمادية من خلال التعامل مع أعطال الخوادم ومصفات الخوادم وإجراء فحوصات دورية لحالتها حيث يمكن تشكيل عقدة خدمة أو عنقود محتوى باستخدام مفتاح من الطبقة 4–7 لتوزيع الأحمال على مجموعة من الخوادم أو مخازن الويب ضمن الشبكة.
يهدف توجيه طلبات العملاء إلى المصدر الأكثر قدرة على تلبية الطلب. وقد يشمل ذلك إرسال الطلب إلى أقرب عقدة خدمة من العميل أو إلى العقدة التي تملك أكبر قدر من السعة المتاحة. تُستخدم عدة خوارزميات في هذا السياق، مثل موازنة الأحمال على مستوى العالم (Global Server Load Balancing)، وتوجيه الطلبات المعتمد على نظام أسماء النطاقات (DNS)، وتوليد ملفات وصف ديناميكية. وتقدر المسافة أو القرب باستخدام وسائل متعددة مثل الفحص التفاعلي أو الاستباقي ومراقبة الاتصال.
تستخدم شبكات توزيع المحتوى مجموعة متنوعة من الأساليب لتوزيع المحتوى، بما في ذلك النسخ اليدوي للملفات، والتخزين المؤقت النشط على الويب، وموازنات الأحمال المادية الموزعة على مستوى العالم.